# آدم بولتن
آدم بولتن (بالإنجليزية: Adam Boulton)‏ هو مقدم تلفزيوني وصحفي بريطاني، ولد في 15 فبراير 1959 في ريدنغ في المملكة المتحدة.

## وصلات خارجية
- آدم بولتن على موقع IMDb (الإنجليزية)
- آدم بولتن على موقع ميوزك برينز (الإنجليزية)
- آدم بولتن على موقع ديسكوغز (الإنجليزية)